# Ocyptamus confusus
Ocyptamus confusus är en tvåvingeart som först beskrevs av Goot 1964.  Ocyptamus confusus ingår i släktet Ocyptamus och familjen blomflugor. Inga underarter finns listade i Catalogue of Life.